# Persone di nome Andrew/Attori
| Questa pagina contiene informazioni ricavate automaticamente dalle voci biografiche con l'ausilio del template Bio e di un bot. L'aggiornamento è periodico e automatico e ricostruisce completamente la pagina. Se manca una persona in questa lista, sei pregato di non aggiungerla, ma accertati piuttosto che la sua voce biografica contenga il template Bio e che i dati anagrafici siano correttamente compilati. Se il template Bio manca, inseriscilo tu stesso o, in alternativa, metti l'avviso {{tmp\|Bio}} che ne segnala la mancanza. Se i dati riportati sono sbagliati, correggi direttamente la voce biografica; le modifiche saranno visibili in questa lista entro pochi giorni. Per chiarimenti vedi il progetto antroponimi. La lista contiene solo le 56 persone che sono citate nell'enciclopedia e per le quali è stato implementato correttamente il template Bio. Pagina aggiornata al 22 giu 2025. |

Questa è una lista di persone presenti nell'enciclopedia che hanno il nome Andrew e sono attori.

## A(2)
- Andrew Airlie, attore britannico (Glasgow, n. 1961)
- Andrew Buchan, attore televisivo e attore teatrale inglese (Stockport, n. 1979)

## B(6)
- Andrew Bachelor, attore canadese (Toronto, n. 1988)
- Andrew Barth Feldman, attore statunitense (Manhasset, n. 2002)
- Andy Berman, attore e produttore televisivo statunitense (Chicago, n. 1968)
- Andrew Bryniarski, attore e culturista statunitense (Filadelfia, n. 1969)
- Andy Buckley, attore statunitense (Salem, n. 1965)
- Andrew Burnap, attore statunitense (South Kingstown, n. 1991)

## C(3)
- Cooper Andrews, attore statunitense (Smithtown, n. 1985)
- Andrew Caldwell, attore statunitense (Flint, n. 1989)
- Andrew Lincoln, attore britannico (Londra, n. 1973)

## D(6)
- Andrew Daly, attore e comico statunitense (New York, n. 1971)
- Andy Devine, attore statunitense (Flagstaff, n. 1905 - Orange, † 1977)
- Andy Dick, attore, comico e produttore televisivo statunitense (Charleston, n. 1965)
- Andrew Divoff, attore venezuelano (San Tomé, n. 1955)
- Andrew Ducote, attore statunitense (Salt Lake City, n. 1986)
- Andrew Duggan, attore statunitense (Franklin, n. 1923 - Hollywood, † 1988)

## F(2)
- Andrew J. Ferchland, attore statunitense (Contea di Orange, n. 1987)
- Drew Fuller, attore e ex modello statunitense (Atherton, n. 1980)

## G(2)
- Andrew Garfield, attore britannico (Los Angeles, n. 1983)
- Andy Griffith, attore, regista e produttore televisivo statunitense (Mount Airy, n. 1926 - Manteo, † 2012)

## H(3)
- Andrew Havill, attore britannico (n. 1965)
- Andrew Herr, attore canadese (London, n. 1991)
- Andrew Howard, attore gallese (Cardiff, n. 1969)

## K(6)
- Andreas Katsulas, attore statunitense (Saint Louis, n. 1946 - Los Angeles, † 2006)
- Andrew Keegan, attore statunitense (Los Angeles, n. 1979)
- Andrew Keenan-Bolger, attore e cantante statunitense (Detroit, n. 1985)
- Andrew Keir, attore britannico (Shotts, n. 1926 - Londra, † 1997)
- Callum Kerr, attore, modello e musicista scozzese (Musselburgh, n. 1994)
- Andrew Knott, attore britannico (Salford, n. 1979)

## L(3)
- Andrew Lauer, attore statunitense (Los Angeles, n. 1965)
- Andrew Lawrence, attore e regista statunitense (Filadelfia, n. 1988)
- Andrew Lees, attore australiano (Melbourne, n. 1985)

## M(4)
- Andrew McCarthy, attore e regista televisivo statunitense (New York, n. 1962)
- Andrew McNee, attore canadese (Vancouver, n. 1974)
- Andrew Miller, attore, scrittore e regista canadese (Toronto, n. 1969)
- Andy Milonakis, attore, comico e rapper statunitense (New York, n. 1976)

## P(2)
- Andrew Lee Potts, attore britannico (Bradford, n. 1979)
- Andrew Prine, attore statunitense (Jennings, n. 1936 - Parigi, † 2022)

## R(3)
- Andrew Rannells, attore e cantante statunitense (Omaha, n. 1978)
- Andrew Robinson, attore statunitense (New York, n. 1942)
- Andrew Rubin, attore statunitense (New Bedford, n. 1946 - Los Angeles, † 2015)

## S(8)
- Andrew Scott, attore irlandese (Dublino, n. 1976)
- Drew Seeley, attore, cantante e produttore cinematografico canadese (Quebec City, n. 1982)
- Andy Serkis, attore e regista britannico (Londra, n. 1964)
- Andrew Shim, attore britannico (Miami, n. 1983)
- Andrew Shue, attore e ex calciatore statunitense (Wilmington, n. 1967)
- Andrew Simpson, attore britannico (Derry, n. 1989)
- Ewan Stewart, attore scozzese (Glasgow, n. 1957)
- Andrew Stewart Jones, attore britannico

## T(2)
- Andrew Tiernan, attore britannico (Birmingham, n. 1965)
- Andrew Tombes, attore statunitense (Ashtabula, n. 1885 - New York, † 1976)

## W(4)
- Andrew Walker, attore canadese (Montréal, n. 1979)
- Andrew J. West, attore statunitense (Merrillville, n. 1983)
- Andrew Wilde, attore britannico
- Andrew Wilson, attore, regista e produttore cinematografico statunitense (Dallas, n. 1964)